# Куреши, Хума
Хума Салим Куреши (англ. Huma Saleem Qureshi; род. 28 июля 1986, Дели) — индийская актриса

, фотомодель и продюсер, которая в основном снимается в фильмах на языке хинди.

## Биография
Хума Куреши родилась 28 июля 1986 года в мусульманской семье в индийском городе Нью-Дели. Её отец, Салим Куреши — ресторатор, владелец сети из 10 ресторанов (Saleem's); мать, Амина Куреши (кашмирка) — домохозяйка. У неё есть три брата, в том числе актёр Сакиб Салим. Семья переехала в Калкаджи (Южный Дели), когда Хума была ещё ребёнком. Она получила степень бакалавра истории с отличием в Гарги-колледже Делийского университета. 
Позже она присоединилась к театральной группе «Акт 1» и выступила в нескольких театральных постановках. Н. К. Шарма был её первым наставником и учителем актёрского мастерства в театральные дни. Она работала с несколькими неправительственными организациями и помогала режиссёру-документалисту.

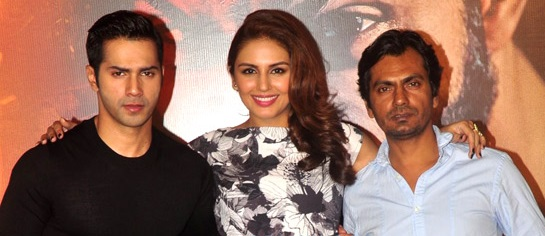
В центре — Хума Куреши; слева — Варун Дхаван, справа — Навазуддин Сиддикуи (2016)

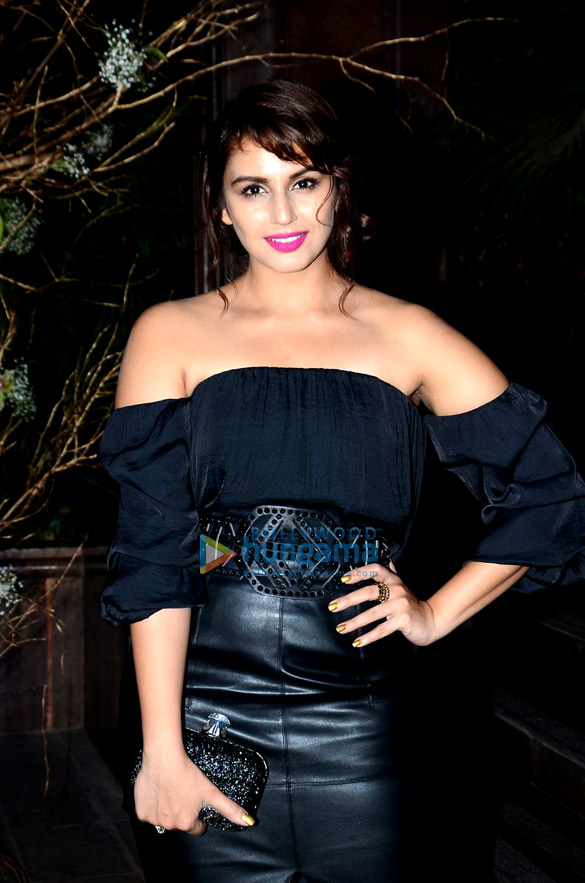
Куреши в 2016 году

Куреши дебютировала в кино, сыграв второстепенную роль в двухсерийной криминальной драме 2012 года «Банды Вассейпура». Её игра в фильме принесла ей несколько номинаций, в том числе на премию Filmfare за лучший женский дебют и лучшую женскую роль второго плана. В том же году она сыграла главную женскую роль в комедии «Кхурана и его фирменный рецепт», а в следующем — в триллере «Ведьма».
Это дало старт её кинокарьере, которая успешно продолжается по сей день. Среди других работ Хумы — роль верной служанки в «Семь этапов любви» (2014), проститутки в «Бадлапур» (2014) и жены адвоката в «Джолли — бакалавр юридических наук 2» (2017). Помимо фильмов на хинди она также снялась в мелодраме White (2016) на малаялам и боевиках Kaala (2018) и Valimai (2022) на тамильском языке. А за главную роль в веб-сериале Maharani (2021—2022), основанном на становлении домохозяйки Рабри Деви главным министром штата Бихар, Хума получила премию Индийской телевизионной академии.